# نظام‌الدین محمود قاری
نظام‌الدین محمود قاری یزدی شاعر سده نهم هجری است.
او در دیوانش به پوشاک مردم زمان خود پرداخته است. این دیوان در سال ۱۳۰۳–۱۳۰۴ از سوی میرزا حبیب اصفهانی در استانبول به چاپ رسید و در ۱۳۵۹ (خورشیدی) در تهران بازچاپ شد.

دیوان البسهٔ وی گذشته از قطعات پراکنده مشتمل است بر منظومهٔ اسرار ابریشم، جنگ نامه، مخیطنامه ورسالهٔ آرایش نامه و رسالهٔ تعریفات و رسالهٔ صد وعظ و نامهٔ پشم با ابریشم.
این دیوان در توصیف البسه، جامه‌ها و پوشیدنی‌ها است و به سبب ذکر نام انواع البسه و اصطلاحات مربوط به انواع پوشیدنی‌ها، از اهمیت بسیار بالایی برخوردار بوده و از لحاظ موضوعی در ادبیات فارسی بی‌نظیر است.
«پارودی» یا نقیضه‌های نظام قاری، نوعی انقلاب در شعرعرفانی به حساب می‌آید. او با هوشیاری به دگرگون کردن زبان عرفانی ودرهم ریزی ساختار نوین زبان اجتماعی پرداخته است.

## آثار
- دیوان البسه [۴]